# Hipólito Ruiz López
Pour les articles homonymes, voir Ruiz et López.
Hipólito Ruiz López (né le 8 août 1754 à Belorado, dans l'actuelle province de Burgos et mort en 1816 à Madrid) était un botaniste espagnol de la fin du XVIIIe et du début du XIXe siècle.

## Biographie
Hipólito Ruiz López est surtout connu pour sa recherche sur la flore du Pérou et du Chili durant une expédition sous Charles III de 1777 à 1788. Durant le règne de Charles III, trois expéditions majeures furent envoyées au Nouveau Monde ; Ruiz et José Antonio Pavón, accompagnés du naturaliste français Joseph Dombey furent les botanistes pour la première de ces expéditions, au Pérou et au Chili, de 1777 à 1788.
Les plus de 3 000 exemplaires de plantes collectés lors de cette expédition sont maintenant au Real Jardín Botánico Herbario de Madrid.

## Quelques publications
- avec José Antonio Pavón - Flora Peruviana, et Chilensis, sive, Descriptiones et icones plantarum Peruvianarum, et Chilensium, secundum systema Linnaeanum digestae, cum characteribus plurium generum evulgatorum reformatis - 3 volumes et 2 tomes de planches - Madrid, 1798 - 1802
- avec José Antonio Pavón - Systema vegetabilium florae peruvianae et chilensis, characteres Prodromi genericos differentiales, specierum omnium differentias, durationem, loca natalia, tempus florendi, nomina venacula, vires et usus nonnullis illustrationibus interspersis complectens - Madrid, 1798

## Orientation bibliographique
- Arthur Robert Steele (1964). Flowers for the King: the Expedition of Ruiz and Pavon and the Flora of Peru, Duke University Press (Durham) : xv + 378 p.  (ISBN 1151809772)